# Lagardiolle
Lagardiolle település Franciaországban, Tarn megyében. Lakosainak száma 232 fő (2022. január 1.). Lagardiolle Belleserre, Blan, Cahuzac, Dourgne, Lempaut, Saint-Amancet és Saint-Avit községekkel határos.

## Népesség
A település népességének változása:
| Lakosok száma | 237  | 244  | 246  | 238  | 235  | 232  | 229  | 225  | 232  |
|               | 2013 | 2015 | 2016 | 2017 | 2018 | 2019 | 2020 | 2021 | 2022 |